# Harold chasse les grands fauves
Pour plus de détails, voir Fiche technique et Distribution.
Harold chasse les grands fauves (Back to the Woods) est un film américain réalisé par Hal Roach, sorti en 1919.

## Fiche technique
- Titre original : Back to the Woods
- Titre français : Harold chasse les grands fauves
- Réalisation : Hal Roach
- Production : Hal Roach
- Pays de production : États-Unis
- Format : Noir et blanc - 1,33:1 - Film muet
- Genre : comédie, court métrage
- Date de sortie : 1919

## Distribution
- Harold Lloyd : un millionaire
- Snub Pollard : son valet
- Bebe Daniels : Jeanne
- Arthur Housman
- Bud Jamison
- Marie Mosquini
- T. Henderson Murray